# Honneur de la Police (groupe de malfaiteurs)
Pour l’article homonyme, voir Honneur de la police (Résistance).
Honneur de la Police est le nom d'une association de malfaiteurs clandestine d'extrême droite, emprunté en homonymie au groupe de résistants de la préfecture de police. Il servit à revendiquer plusieurs attentats et menaces à partir de la fin des années 1970 et à jeter un écran de fumée sur leurs auteurs, qui n'avaient aucun lien avec la Résistance intérieure française et n'obéissaient à aucune directive policière.
L'utilisation des mots « honneur » et « police », en créant la confusion à travers une histoire de vengeance policière, permettait de plus de laisser dans l'ombre les véritables commanditaires des assassinats de Henri Curiel et Pierre Goldman, tout en leur permettant d'émettre un message purement politique.
Selon une enquête de Mediapart[réf. nécessaire], plusieurs de ses membres, décédés de mort naturelle, n'ont été identifiés que trois décennies après les assassinats grâce à deux livres, les biographies de deux d'entre eux, recoupées avec les aveux publics de l'un des deux, visage et voix floutée, dans une émission d'investigation de Canal+. Ces témoignages et les investigations de la presse ont montré que l'appellation « Honneur de la Police » ne désignait aucunement des policiers agissant en mission et sur ordre mais des criminels de droit commun, seule une partie d'entre eux exerçant, par ailleurs, la profession de policier. Ces militants n'en référaient qu'au Service d'action civique, devenu une pure milice politique incontrôlée, dissoute ensuite après la tuerie d'Auriol de juillet 1981, suivie du suicide mystérieux de René Lucet en mars 1982.

## Chronologie des menaces et crimes
Les quatre victimes constatées en 1978-1979 présentaient des points communs.

### L'affaire Henri Curiel de 1978
Le 21 juin 1976 dans un article non signé puis lors du numéro suivant, dans un autre, signé cette fois, le journaliste Georges Suffert participe, dans le magazine Le Point, à  une campagne de presse lancée contre Curiel, dont il dira trente ans après « C'était gonflé, d'écrire ça. Je n'en savais rien ». Le premier article est titré en couverture « Le patron des réseaux terroristes », et l'article suivant l'accuse d'être le chef d'un réseau de soutien au terrorisme international dirigé par le KGB. Suffert réitère ces accusations un an après en juin 1977 et elles seront reprises en 1980 par un livre de Claire Sterling, journaliste américaine manipulée par les services secrets américains, selon un livre-enquête de Bob Woodward, du Washington Post. Ces accusations sont aussi reprises dans des articles de  François Broche (Le Crapouillot), Philippe Bernert (L'Aurore) , Roland Gaucher et Jacques Tillier (Minute), Minute publiant dans son édition du 10 au 16 mai 1978, quelques jours après le crime, sous la plume de Roland Gaucher et Jacques Tillier, des détails sur la fiche de Curiel à la DST et lors du procès intenté par la famille, son avocat dénoncera l'absence d'autres sources « que des ragots de police et de polices qui se battent entre elles ». En appel, Roland Gaucher et Jacques Tillier, seront condamnés pour avoir affirmé sans nuances qu'Henri Curiel était un agent soviétique, les autres relaxés grâce à des formulations moins affirmatives. Entre-temps, le 20 avril 1979, dans l'émission Apostrophes de Bernard Pivot, Guy Hocquenghem, journaliste à Libération, accuse Suffert d'être en partie responsable de l'assassinat. 
Le 25 octobre 1977, après l'enlèvement du patron des patrons allemands, le ministre de l'Intérieur Christian Bonnet assigne Henri Curiel à résidence à Digne, mais cette mesure ainsi que l'arrêté d'expulsion qui le visait sont levés le 12 janvier 1978.
Le 4 mai 1978, un commando de deux hommes s'introduit dans la cour de l'immeuble dans lequel il réside, 4, rue Rollin à Paris. À 14 heures, Henri Curiel descend pour se rendre à son cours de yoga. Il est abattu au pied de son ascenseur de quatre balles de pistolet Colt 45 (Colt 1911),.
Les commandos Delta de l'OAS d'un côté, le Groupe Charles-Martel de l'autre, revendiquent l'attentat. Mais leur responsabilité réelle est fortement remise en question par les enquêtes ultérieures, et le nom de « Honneur de la police » régulièrement évoqué dans la presse. Les experts de la police établissent que le même pistolet Colt 1911 de calibre 11,43mm a été utilisé pour assassiner le 2 décembre 1977 Laïd Sebaï, gardien de nuit de l'Amicale des Algériens en Europe,. L’enquête judiciaire concernant l’assassinat a été rouverte pour une troisième fois au début de l’année 2018 après que le secret-défense fait toujours obstacle aux précédentes.
Les propos tenus le 21 juin 1976, deux ans avant cet assassinat, par Georges Suffert, conseiller à la direction du Point, lui valent ensuite plusieurs actions engagées par la famille Curiel contre lui et différents journaux.

### L'affaire Gérard Le Xuan de mars 1979

#### Fait générateur le 23 mars 1979
Le vendredi 23 mars 1979, alors que l'industrie sidérurgique connait des fermetures d'usines massives, en Lorraine notamment, la CGT et les autres syndicats organisent une manifestation géante à Paris au cours de laquelle des dégradations et des affrontements avec les forces de l'ordre sont commises par des groupes de « casseurs », tendant à discréditer la manifestation et à décourager les Lorrains de monter à nouveau à Paris. L'un des casseurs est capturé par le service d'ordre de la CGT, pris en flagrant délit de vandalisme, et la CGT découvre avec stupeur qu'il s'agit d'un gardien de la paix de la préfecture de police : Gérard Le Xuan. Niant toute exaction, le policier affecté au 2e arrondissement de la capitale explique qu'il opérait sur un service d'ordre lorsqu'il a été molesté par des membres de la CGT. L'affaire fait inévitablement scandale.

#### Revendication de l'explosion du 8 mai
Mardi 8 mai 1979. Une explosion d'origine criminelle détruit vers 3 h du matin le véhicule personnel de Maurice Lourdez, responsable de la coordination des services d'ordre au sein de la CGT, alors qu'il stationne près de son domicile, rue des Lilas à Mitry-Mory. L'explosion qui ne fait aucun blessé a néanmoins causé de nombreux dégâts. Dans une lettre anonyme adressée à l'AFP dans les heures qui suivirent, un mystérieux réseau « Honneur de la Police » revendique l'attentat, reprochant les violences commises contre le gardien de la paix Le Xuan par le service d'ordre cégétiste et fustigeant le supposé laxisme du ministère de l'Intérieur à ce sujet : « Les policiers de tout grade, solidaires, se préparent désormais à assurer eux-mêmes leur défense. Ils en ont les moyens... ».
La date du 8 mai a été choisie en référence historique à la libération de la France en 1945.

### Menaces de mort contre Trust en mai 1979
En mai 1979, le groupe Trust sort un premier disque engagé, qui obtient un large succès commercial au sein des fans de hard-rock et heavy-metal, notamment ceux d'AC/DC, mais s'attire la colère de « Honneur de la police », qui envoie des menaces de mort au leader du groupe Bernie Bonvoisin[source secondaire souhaitée]. Principaux reproche : la chanson Police-Milice et.

### Assassinat de Pierre Goldman en septembre 1979
Jeudi 20 septembre 1979. Pierre Goldman, militant d'extrême-gauche ayant basculé dans le banditisme mais ayant purgé sa peine, est assassiné par trois individus dans le 13e arrondissement de Paris. Le meurtre est aussitôt revendiqué par le réseau « Honneur de la police » qui déclare : « La justice du pouvoir ayant montré une nouvelle fois ses faiblesses et son laxisme, nous avons fait ce que notre devoir nous commandait. » Goldman avait été condamné à la réclusion criminelle à perpétuité en 1974 pour une attaque à main armée qui fit deux victimes, puis acquitté en 1976 pour les mêmes faits après avoir écrit un livre démontant les mécanismes de l'erreur judiciaire.

### Tentative d'assassinat de Jean-Pierre Vigier en décembre 1979
Mardi 18 décembre 1979. Le chercheur physicien Jean-Pierre Vigier, ancien résistant et militant communiste, est victime d'une tentative d'assassinat alors qu'il quitte le domicile familial à Ville-d'Avray à bord de son véhicule. Vers 19 h un automobiliste le dépasse et tire à deux reprises avec une arme de poing dans sa direction, puis tente d'immobiliser le véhicule du chercheur, en vain. Dans une conférence de presse, il indiquait avoir été menacé par le réseau Honneur de la police. L'enquête est confiée à la brigade criminelle et n'aboutit pas.

### Menaces de mort contre Coluche en octobre 1980
Jeudi 30 octobre 1980. Le comédien Michel Colucci (alias Coluche) donne une conférence de presse et indique son intention de se présenter à la prochaine élection présidentielle. À la fin de ce même mois, il avait informé la presse qu'il a reçu plusieurs menaces jugées sérieuses par les services de police émanant du groupe qui se présente sous le nom de « Honneur de la police ». Il lui est reproché sa participation au film de Claude Zidi Inspecteur la Bavure dans lequel il joue un inspecteur de police gaffeur et incompétent.

## Enquêtes

### Groupes antiterroristes de libération
En 2006, les mémoires de Lucien Aimé-Blanc, commissaire de police retraité et ami personnel du journaliste d'extrême-droite Jacques Tillier, torturé en 1979 après une tentative malheureuse d'interview de Jacques Mesrine, affirment sans aucune preuve, que l'un de ses indicateurs, le truand marseillais Jean-Pierre Maïone-Libaude, ex-garde du corps de Roger Degueldre à la tête des commandos Delta de l'OAS serait directement impliqué dans l'assassinat de Pierre Goldman en agissant pour le compte des GAL. Aucune preuve ni même indice tangible de liens avec les GAL n'avait cependant été trouvé à l'époque.
Cette déclaration a été écartée car anachronique : le premier de la trentaine d'attentats du GAL sur le sol français date d'octobre 1983, plus de quatre ans après l'assassinat de Pierre Goldman, avec la disparition des activistes José Ignacio Zabala Artano « Joxi » et José Antonio Lasa Arostegi « Joxean », rue des Tonneliers à Bayonne.
Pour créer les GAL, la police espagnole, a recruté, sous le mandat du Premier ministre socialiste Felipe Gonzales, et contre rémunération, des petits truands de nationalité française, sur le territoire français, parfois maladroitement déguisés en militants politiques d'extrême-droite. Ils étaient chargés d'éliminer des terroristes basques réfugiés en France et que Paris ne souhaitait plus extrader, le ministre de l'intérieur Gaston Deferre ayant été salué en première page de Libération pour ce refus, opposé début 1983 aux demandes insistantes de l'Espagne, motivées par la montée en force de l'ETA.

### Les révélations sur l'implication du Service d'action civique
En 2010, l'enquête du journaliste, Michel Despratx diffusée sur Canal+, révèle que l’assassinat fut effectué par un groupe d'individus liés au service d'action civique. Selon le témoignage visage et voix floutés de René Resciniti de Says, l'un des 4 membres, le groupe aurait agi sur ordre de Pierre Debizet, gaulliste de la première heure et alors président du SAC. Il était formé de 4 hommes dont un ancien parachutiste et deux policiers opérant bénévolement, 
à titre privé et sans informer leur hiérarchie, l'un travaillant à la section de direction des Renseignements généraux et l'autre à la Direction de la surveillance du territoire.
En avril 2015 paraît Le Roman vrai d'un fasciste français de Christian Rol, biographie qui contient les confessions plus détaillées de René Resciniti de Says. Celui-ci y répète être l'assassin de Pierre Goldman — ce qui se chuchotait depuis plusieurs années — et se revendique aussi comme celui d'Henri Curiel. Il avait 27 ans lors du premier crime et revenait des combats dans les phalanges libanaises.
Marcel Leclerc, responsable de la Brigade criminelle, au moment de l'assassinat de 1979, avait mal réagi à ses aveux télévisés de 2010, en réclamant « que les témoins anonymes se démasquent », dans L'Express. Il voit ses vœux exaucés par ce livre qui fait plus que démasquer un « témoin »: la carrière du jeune meurtrier, qui n'a que 27 ans et reconnaît des crimes « dérisoires » est décrite dans le détail.
Le journal Le Nouvel économiste  estime que si les mémoires de truands sont toujours à manipuler avec des pincettes, on peut cependant y découvrir les modalités et les commanditaires de l’assassinat du pacifiste Henri Curiel. 
René Resciniti de Says affirme avoir ainsi exécuté une « commande » passée par  Pierre Debizet, à l'époque encore chef, dans les faits, du SAC. Si René Resciniti de Says explique avoir voulu assassiner le chef (1960-1962) des réseaux français d'aide au FLN (« les porteurs de valise »), sa nébuleuse en voulait surtout à l'action d'Henri Curiel en soutien aux mouvements tiers-mondistes des années 1970 soupçonnés de faire le jeu des Soviétiques,.
Selon Frédéric Charpier, journaliste d'investigation spécialisé dans les domaines du renseignement, Honneur de la police « n'était pas une organisation en tant que telle » mais « un label commode pour les commanditaires de ces flingages, principalement les services spéciaux. » Sa composition était « sans doute individuellement très à droite et puisée dans le milieu d'un certain mercenariat très prisé pendant la guerre froide. On y trouvait un peu de tout dont des soldats de fortune, des ex de l'OAS, quelques activistes d'extrême droite et du SAC. »

### Prescriptions
Les attentats contre Jean-Pierre  Vigier et Maurice Lourdez, tout comme les assassinats d'Henri Curiel et Pierre Goldman tombent dans la prescription de l'action publique, sauf si les crimes sont requalifiés en crimes terroristes.